# Alois Wölfler

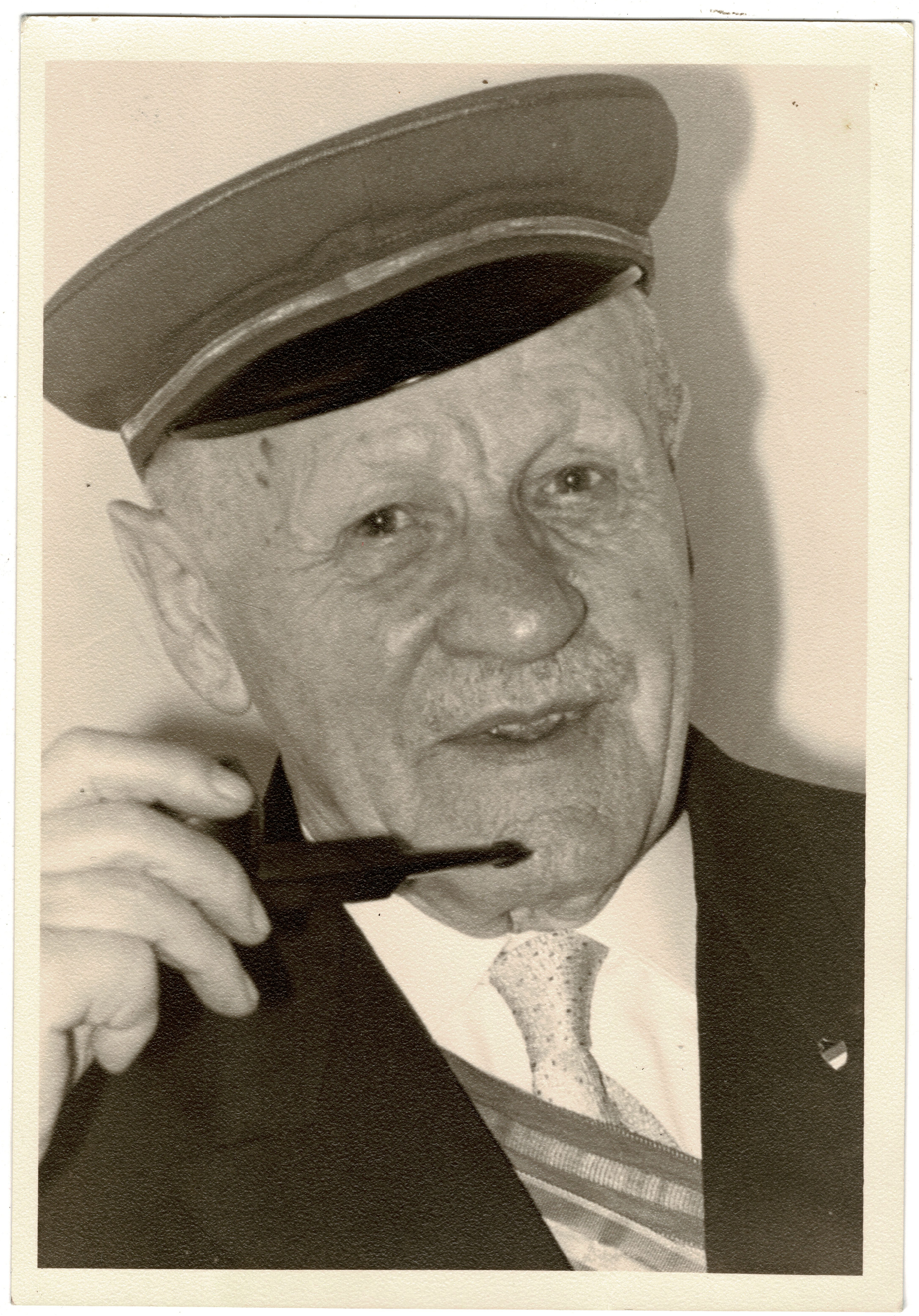
Alois Wölfler

Alois Wölfler (* 31. Oktober 1882 in St. Johann im Pongau; † 5. Februar 1971 in Graz) war ein österreichischer Apotheker und Abgeordneter.

## Leben
In eine sehr kinderreiche Bauernfamilie geboren, wuchs Wölfler „in denkbar einfachen Verhältnissen“ auf. Bei seinen guten Zeugnissen kam er auf das bischöfliche Seminar Borromäum in Salzburg. Als er nicht mehr Geistlicher werden wollte und nach der 5. Klasse entlassen wurde, ging er auf das Akademische Gymnasium Salzburg. Nach der Matura musste er sich ein finanzierbares Studium aussuchen. In Frage kam nur die Pharmazie, die (bezahlte) praktische Arbeit verlangte. Er immatrikulierte sich 1905 an der Universität Graz und wurde mit einem Freund Fuchs im Corps Vandalia. 1906 recipiert, wurde er im November 1906 „wegen einer ganz unverschuldeten Angelegenheit“ ohne Band entlassen. Er verließ Graz und verdiente in Gleichenberg, Gastein, Jägerndorf und andernorts genug Geld für das Studium. Als Magister beendete er es 1910/11 mit Auszeichnung. 1912 heiratete er in Hartberg Paula Mody, die Tochter eines Oberlandesgerichtsrates. Anstellungen fand er in Wels und Graz. Er wurde 1915 zur Gemeinsamen Armee eingezogen, aber nach drei Monaten durch Unabkömmlichstellung (UK) und Zurückstellung freigestellt.

### Köflach
Mit Erbschaften eines Onkels und seiner Frau kaufte er 1916 eine Apotheke in Köflach. 1919, als in Köflach das Bürgertum sich gegen die Sozialisten ohnmächtig fühlte, übernahm er die Führung, sammelte unter Zusammenschluss aller Nichtsozialisten die Freiheitlichen, Landbündler, Christlichsozialen und die damals erstmals auftretenden Nationalsozialisten. Er konnte sechs von 16 Gemeinderatsmandaten erringen. Als er 1922 Listenführer war, verloren die Sozialisten die Mehrheit. Darauf gab es in Köflach eine
förmliche Revolution, so dass der Landeshauptmann Militär einsetzen musste. Die Wahl zum Bürgermeister nahm Wölfler nicht an, um gedeihliches Arbeiten im Gemeinderat zu gewährleisten; in den folgenden Jahren lenkte er aber die Geschicke der Gemeinde. Er wurde in die Bezirksvertretung, den Bezirksschulrat, den Wirtschaftsbund und andere Vereinigungen gewählt und fungierte überall als Klubobmann. Der Bauernbund wählte ihn 1930 zum Bezirksobmann, obwohl er kein Bauer war. Jahrelang war er unbezahlter Abgeordneter. Da er den Titel Kommerzialrat nicht annahm, erhielt er 1931 auf Antrag des Landeshauptmanns Anton Rintelen das Goldene Ehrenzeichen für Verdienste um die Republik Österreich. Im September 1927 gründete er auf überparteilicher Grundlage den Österreichischen Heimatschutz. Als die Organisation in nationalsozialistische Hände kam, zog sich Wölfler zurück; denn er glaubte schon damals, dass „das System Hitler sich auf die Dauer nicht halten würde“. In dieser Ansicht bestärkte ihn der Überfall auf Polen. Nach dem Anschluss Österreichs und 1942 wurde er kurzzeitig inhaftiert. Sein Beruf bewahrte ihn vor Ärgerem.

### Nachkriegszeit
Gleich nach Kriegsende 1945 persona grata bei der englischen Besatzungsmacht, konnte Wölfler vielen Menschen, besonders NS-Angehörigen und ihren Familien, helfen und beistehen. Im Herbst 1945 verlangten die Bevölkerung des Bezirkes, insbesondere die Familien der Nationalsozialisten, und die diversen Körperschaften in einer Massenkundgebung in Voitsberg Wölflers Kandidatur für den Nationalrat (Österreich). Diesem Wunsch musste Alfons Gorbach folgen, obwohl die Kandidatenlisten schon überreicht waren. Wölfler wurde gewählt und zog am 19. Dezember 1945 für die Österreichische Volkspartei ins Parlament ein. Julius Raab, der Klubobmann der ÖVP, schickte Wölfler in den Hauptausschuss, den sozialpolitischen Ausschuss, den Verkehrs-, Justiz- und Immunitätsausschuss und andere Gremien. Wölfler engagierte sich vor allem in der Gesetzgebung und brachte einige Dutzend
Gesetzesanträge ein. Er half vielen Nationalsozialisten bei Gnadengesuchen und schätzte besonders den „gleichgesinnten“  Karl Brunner. Im Braunkohlerevier der Graz-Köflacher Eisenbahn- und Bergbaugesellschaft half er den Bergarbeitern, indem er die Übernahme ihrer Krankenkasse durch die Gebietskrankenkasse verhinderte. Wegen Differenzen mit der ÖVP schied er am 8. November 1949 aus dem Parlament aus.
Nachdem er 1950 die Apotheke seinem einzigen Sohn Kurt übergeben hatte, zog er mit seiner Frau ins heimatliche Salzburg. Auf Wunsch des Landeshauptmannes Josef Klaus war Wölfler 1953–1959 im Gemeinderat der Stadt tätig. Da er als Corpsstudent in Salzburg „Gesellschaft und Ansehen“ hatte, machte 1953 der Verband der Unabhängigen der ÖVP den Vorschlag, Wölfler gemeinsam zum Bürgermeister zu wählen. Wölfler lehnte ab. Über Adalbert Buchberger hatte er Vandalias Altherrenverein um Wiederverleihung des Bandes gebeten. Die Verbindung zum Corps hatte er immer gehalten. Allein „manche politischen Verhältnisse und Umstände“ hatten das Ersuchen zu einem früheren Zeitpunkt verhindert. Vandalia Graz gab ihm 1952 das Band zurück. 1963 wurde ihm das Band des Corps Joannea verliehen. Eng wurde die Beziehung, als er 1959 nach dem Tod seiner Frau für die letzten 12 Jahre seines Lebens nach Graz zog. Über viele Jahre war er Altherrenobmann.